# Synagoge Grünberg (Schlesien)

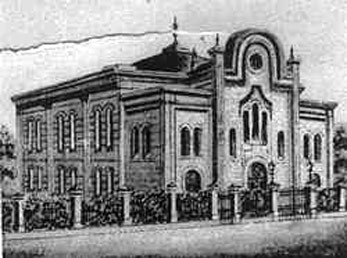
Ansichtskarte mit der Synagoge in Grünberg (um 1920)

Die Synagoge in Grünberg in Schlesien (polnisch Zielona Góra), einer Stadt in der polnischen Woiwodschaft Lebus, wurde 1882/83 errichtet. Die Synagoge stand am Glasserplatz, heute Powstańców-Wielkopolskich-Platz.

## Beschreibung
Die Synagoge wurde nach Plänen des Architekten Gidon Weinert erbaut. Das Gebäude aus rohem Ziegel war ein Zentralbau mit einer angebauten Apsis. Der Betsaal war 13,8 Meter lang und 12,8 Meter breit und hatte 350 Sitzplätze. Die Höhe des Raumes betrug 10 Meter und die Außenhöhe des Gebäudes, bis zum Stern an der Krönung des Oberlichts, 16,6 Meter. Die Kanzel und das Pult des Kantors befanden sich vor dem Toraschrein, der mit einer Kuppel gedeckt und mit den vergoldeten Gesetzestafeln verziert war. Die Emporen waren aus Holz. Die Synagoge hatte eine Orgel, der Organist war der Gemeinde mit dem Gesicht und nicht mit dem Rücken zugewandt.

## Geschichte
Während der Novemberpogrome 1938 wurde das Synagogengebäude in Brand gesetzt und danach wurde die Ruine abgetragen. Die Stadt kaufte das Grundstück für 2000 Mark. An der Stelle der ehemaligen Synagoge wurde später ein Feuerlöschbecken angelegt. Nach der Zuschüttung des Beckens in den 1960er Jahren entstand auf dem Grundstück ein Lebensmittelgeschäft, das in den 1970er Jahren abbrannte. Heute befindet sich auf dem ehemaligen Synagogengrundstück das Gebäude der Grünberger Philharmonie.
Am 9. November 2008 wurde ein Obelisk am Standort der ehemaligen Synagoge enthüllt, der an ihre Zerstörung 1938 erinnert. An der Zeremonie nahmen Vertreter jüdischer Gemeinden aus Polen, Deutschland und Israel sowie Rabbiner Walter Rothschild aus Berlin teil.